# Gary Pearce
Gary Malcolm Pearce, född 27 februari 1944 i Leichhardt, är en australisk före detta roddare.
Pearce blev olympisk silvermedaljör i åtta med styrman vid sommarspelen 1968 i Mexico City.